# (14) Irene
(14) Irene es un asteroide que forma parte del cinturón de asteroides y fue descubierto por John Russell Hind el 19 de mayo de 1851 desde el observatorio George Bishop de Londres, Reino Unido. Está nombrado por Irene, una diosa de la mitología griega.

## Características orbitales
Irene orbita a una distancia media del Sol de 2,587 ua, pudiendo acercarse hasta 2,157 ua y alejarse hasta 3,016 ua. Su excentricidad es 0,1661 y la inclinación orbital 9,118°. Emplea 1520 días en completar una órbita alrededor del Sol.